# Johannes Olearius
Johannes Olearius (ur. 5 maja 1639 w Halle, zm. 6 sierpnia 1713 w Lipsku) – niemiecki luterański teolog, filolog.

## Życiorys
Syn Gottfrieda Oleariusa (1604–1685) rozpoczął naukę w domu pod okiem prywatnego nauczyciela, później ukończył gimnazjum w Halle, a w 1657 roku rozpoczął studia filozoficzne na uniwersytecie w Lipsku. 9 maja 1659 roku został bakalaureatem siedmiu sztuk wyzwolonych, a 26 stycznia 1660 magistrem filozofii. Następnie poświęcił się studiowaniu teologii między innymi u Johanna Hülsemanna, uczęszczał też na teologiczne wykłady na uniwersytecie w Jenie i na uniwersytecie w Wittemberdze. W tym samym czasie studiuje też filologię i filozofię.
W Wittenberdze jego nauczycielami byli między innymi przedstawiciele luterańskiego ortodoksyzmu np. Abraham Calov, Johann Andreas Quenstedt, Johann Deutschmann i Johannes Meisner. W 1663 roku został asesorem wydziału filozoficznego, a w 1664 roku profesorem języka greckiego i łacińskiego. W 1666 roku został kolegiatem (dawniej profesor w radzie uczelni) w kolegium książęcym.
W 1667 roku poślubił Annę Elisabeth Müller, córkę profesora matematyki z Lipska. Mieli oni sześciu synów i sześć córek. Trzej synowie zostali również profesorami w Lipsku. Jeden na wydziale teologii, drugi prawa, a trzeci, najmłodszy, filozofii.
17 października 1668 roku po wygłoszeniu dysertacji de stylo Novi Testamenti został licencjatem, a w 1677 roku profesorem teologii. Doktoryzował się 17 września 1678 roku z teologii.
W 1683 roku został kanonikiem w Zeitz, eforem książęcych stypendystów i seniorem uniwersytetu w Lipsku. Brał udział również w organizacyjnych zadaniach uczelni. Był dziewięć razy dziekanem wydziału teologicznego i osiem razy rektorem.
W 1703 roku miał wylew, który dwa lata później się powtórzył, w wyniku czego długi czas nie mówił. W ostatnich trzech latach życia wiele cierpiał i zrezygnował z wszystkich pełnionych funkcji, oprócz wykładów, z których też zrezygnował w ostatnim roku życia. Od 1713 roku był już obłożnie chory.
Zmarł 6 sierpnia 1713 roku w Lipsku.

## Działalność
Chociaż Olearius otrzymał wychowanie i wykształcenie w duchu luterańskiej ortodoksji, nie stronił od stosunków z pietyzmem.
W 1668 roku wydał pozwolenie, jako rektor uniwersytetu, magistrowi Augustowi Hermannowi Francke na wygłoszenie wykładów na temat listów Pawła, co jemu z drugiej strony brano za złe jako zbyt wielkie sprzyjanie „pietystom”. Konflikt zaostrzał się coraz bardziej. Po wyjeździe w 1691 roku Filipa Jakuba Spenera z Drezna do Berlina, zagorzały przeciwnik pietyzmu Johann Benedict Carpzov II, w 1692 roku wysłał opinie przeciw „pietystom” do landtagu w Dreźnie. Opinia ta podobno była ekspertyzą wydziału teologicznego, ale faktycznie została zredagowana bez zgody i wspólnej narady. Jednak w Landtagu jako przedstawiciel uniwersytetu zjawił się Olearius. Tam otrzymał od Spenera z Berlina pismo w którym tenże odpierał zarzuty, zawarte w oszczerczym piśmie Imago pietismi. Olearius odpowiedział na to 14 marca 1692 roku w piśmie zredagowanym w języku łacińskim (wydanym przez Ranffta, Leben kursächsischer Gottesgelehrten, 1742, II, 838 ff.). Wypowiada się w nim z wielkim szacunkiem przeciw Spenerowi.
Co się tyczy samej rzeczy, w publicznym wyjaśnieniu wobec Landtagu, wyrzekł się podstępnie zdobytej jego opinii i również pisemnie przeciw temu protestował. W zaskarżonej sprawie causa veritatis aeque ac pietatis (sprawa prawdy, jak i pobożności), chociaż stojąc w osamotnieniu, występował z gorącym przekonaniem. Przyjmował zasadę pietyzmu, mianowicie, że świątobliwość życia dla teologa jest niezbędna. Zdanie to doprowadziło w 1708 roku do zażyłej i przyjaznej korespondencji z Valentinem Ernstem Löscherem.
Mimo wewnętrznych rozterek nie zmienił swoich poglądów i trwał w tym, czego go nauczono. Pomimo tego próbował wyostrzyć spojrzenie swoich uczniów na praktykę, aby obiektywnie postępowali w przyszłej działalności. Taki sposób postępowania poszerzył drogę pietyzmu do Lipska.

## Dzieła (wybrane)
- De stylo Novi Testamenti Liber philosophico – theologicus. Leipzig 1668, Coburg 1721
- Gottseliges Alter mit seiner eigenen Beschaffenheit. Leipzig 1690
- Geistliches Handbuch der Kinder Gottes. Leipzig 1692
- Elementa hermeneuticae sacrae, 1699 – jedna z pierwszych prób, zestawienia zasad biblijnej wykładni
- Kern der ganzen Bibel. Leipzig 1704
- Doctrina theologiae moralis. Leipzig 1708
- Biblothekca scriptorum ecclesiasticorum. Leipzig 1711
- Andächtige Wittwer, Wittwe und Waise. Leipzig 1714
- Disputationes Veteris et Novi Testamenti. Halle 1730
- Christliches Communionbüchlein, nebst einem Gesangbuche. Leipzig 1739, 1740
- Geistliche Gedenkkunst, welche lehret, wie ein Mensch recht gläuben, christlich leben und selig sterben solle. Leipzig 1754
- Christliche Sterbeschule. Leipzig 1755